# Велдон (Північна Кароліна)
Велдон (англ. Weldon) — місто (англ. town) в США, в окрузі Галіфакс штату Північна Кароліна. Населення — 1444 особи (2020).

## Географія
Велдон розташований за координатами 36°25′16″ пн. ш. 77°36′48″ зх. д. / 36.42111° пн. ш. 77.61333° зх. д. (36.421033, -77.613456).  За даними Бюро перепису населення США в 2010 році місто мало площу 7,37 км², уся площа — суходіл.

## Демографія
Згідно з переписом 2010 року, у місті мешкало 1655 осіб у 645 домогосподарствах у складі 425 родин. Густота населення становила 225 осіб/км².  Було 809 помешкань (110/км²).
Расовий склад населення:
| - 70,7 % — чорних або афроамериканців - 25,4 % — білих - 0,4 % — азіатів - 0,3 % — корінних американців |

До двох чи більше рас належало 2,8 %. Частка іспаномовних становила 1,1 % від усіх жителів.
За віковим діапазоном населення розподілялося таким чином: 21,8 % — особи молодші 18 років, 56,2 % — особи у віці 18—64 років, 22,0 % — особи у віці 65 років та старші. Медіана віку мешканця становила 46,2 року. На 100 осіб жіночої статі у місті припадало 78,1 чоловіків;  на 100 жінок у віці від 18 років та старших — 74,5 чоловіків також старших 18 років.
Середній дохід на одне домашнє господарство  становив 50 955 доларів США (медіана — 34 625), а середній дохід на одну сім'ю — 63 031 долар (медіана — 44 821). За межею бідності перебувало 26,6 % осіб, у тому числі 45,5 % дітей у віці до 18 років та 14,6 % осіб у віці 65 років та старших.
Цивільне працевлаштоване населення становило 598 осіб. Основні галузі зайнятості: освіта, охорона здоров'я та соціальна допомога — 26,6 %, виробництво — 18,7 %, публічна адміністрація — 9,9 %, роздрібна торгівля — 9,7 %.